# Cernusco sul Naviglio
Cernusco sul Naviglio (Cernusco Asinario fino al 1859, Cernusch in dialetto milanese, IPA: [tʃerˈnysk]) è un comune italiano di 34 738 abitanti della città metropolitana di Milano in Lombardia. Nel 1985 l'allora presidente della Repubblica Sandro Pertini firmò il decreto che conferì a Cernusco sul Naviglio il titolo di città. Fa parte del territorio della Martesana.

## Geografia fisica

### Il Naviglio Martesana
Il Naviglio della Martesana, o Naviglio Piccolo, inizia presso la frazione di Concesa del comune di Trezzo sulla destra dell'Adda e giunge fino a Milano.

## Storia
In epoca romana il territorio di Cernusco sul Naviglio era attraversato da un'importante strada romana, la via Gallica. Fino alla metà del XIX secolo il paese si chiamò Cernusco Asinario. Secondo alcuni il toponimo viene dal nome del funzionario romano Caio Asinio (morto nel 45 a.C.), la cui tomba è stata rinvenuta nel 1849 a Cascina Lupa. In epoca longobarda il territorio di Cernusco appartenne alla basilica di Monza. Successivamente passò alla pieve di Gorgonzola.
Nel 1443 Filippo Maria Visconti, duca di Milano, approvò il progetto di un canale che fosse in grado di irrigare le campagne nei pressi di Cernusco, oltre che di azionare i mulini della zona. I lavori furono iniziati da Bertola da Novate e si conclusero 1457. Il canale prendeva le acque dell'Adda e le faceva confluire nel Seveso, dopo Cassina de' Pomm. Nel 1497 Leonardo da Vinci, su richiesta di Ludovico il Moro, studiò un nuovo percorso e fece congiungere il naviglio con le acque della Fossa interna, con uno sviluppo complessivo, sino al Ponte delle Gabelle, di 36,5 km. Il problema del dislivello fra i due canali venne risolto con la costruzione di sbarramenti nella conca di San Marco.
Nel 1459 venne costruito il ponte (quello attuale di viale Assunta), successivamente demolito e ricostruito nel 1630 e restaurato nel 1932. Il canale fu prima scavato fino alla Cassina de' Pòmm, ma Leonardo da Vinci nel 1497, attraverso la costruzione di conche, lo condusse fino a Milano. Il Naviglio della Martesana, perfezionato ed allargato nel 1572, misura 38,44 km totali, 6,28 dei quali in città.
Nel XIII secolo Cernusco Asinario divenne feudo dei Della Torre, successivamente sconfitti dai Visconti, i quali incamerarono questo feudo. Nel XV secolo, sotto gli Sforza, il paese venne assegnato ai Visconti Marliani, per passare poi ai Trivulzio. Nel XVII secolo il feudo venne acquisito dai Serbelloni.
In forza del decreto di aggregazione e unione dei comuni del dipartimento d'Olona (decreto 4 novembre 1809 a) il comune di Cernusco Asinario restò a far parte del cantone IV del distretto III di Monza: la sua popolazione ammontava a 2427 unità.
Nel decreto di concentrazione e unione dei comuni del dipartimento d'Olona (decreto 8 novembre 1811) il comune di Cernusco risultava formato dagli aggregati di Cernusco Asinario e di Cassina de' Pecchi con Colombirolo e l'unita Camporicco: incluso nel distretto III di Monza, cantone V di Gorgonzola, il comune contava 2986 abitanti. Nel 1816 le frazioni vennero scorporate a formare il ricostituito comune di Cassina De' Pecchi. Nel 1866 la frazione Increa venne scorporata e unita al nuovo comune di Brugherio.
Arrivato al Novecento come uno dei tanti comuni di Lombardia, Cernusco seguì le vicende del Regno d'Italia e del regime fascista fino alla Resistenza. La resa dei nazifascisti avvenne per diretta trattativa tra Felice Frigerio, partigiano cattolico e poi pittore cernuschese, e il comando germanico, che si era attestato a Palazzo Tizzoni nella piazza Matteotti. A Frigerio è stata intitolata la sala conferenze dell'ex Filanda. Nel 1924, si sarebbero verificate le apparizioni della Beata Vergine Maria del Divin Pianto a suor Elisabetta Redaelli.
Dal 2015 fa parte della Zona omogenea Adda Martesana della città metropolitana di Milano.

### Simboli
Lo stemma e il gonfalone sono stati concessi con DPR del 13 novembre 1985.
Nella parte superiore dello scudo è riprodotta la figura dell'anfora ritrovata nel 1849 contenente le ceneri del console romano Caio Asinio. La fascia ondata rappresenta il Naviglio della Martesana che attraversa il territorio comunale. La torre è il simbolo dell'antica e illustre famiglia dei Della Torre (o Torriani) poiché Cernusco è stato anticamente un loro feudo e una roccaforte nella lotta contro i Visconti.
Il gonfalone è un drappo di azzurro.

## Monumenti e luoghi d'interesse

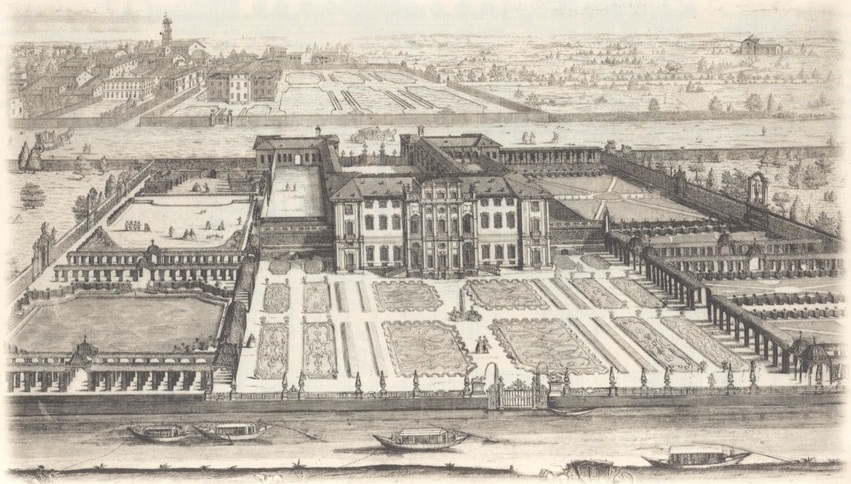
Marc'Antonio Dal Re, Ville di delizia nello Stato di Milano, 1726, Villa Alari

### Architetture religiose

#### Chiesa Parrocchiale di Santa Maria Assunta
Consacrata il 17 luglio 1932 dal cardinal Ildefonso Schuster.

#### Santuario di Santa Maria Addolorata
Luogo di culto fondato probabilmente nel IX secolo, e riedificato nel Seicento passando da una pianta a due navate asimmetriche, ad una sola navata; sulla facciata è posta una vetrata datata al 1562 di particolare interesse e nel 1998 è stato realizzato il nuovo portale in bronzo, su disegno di Felice Frigerio, nelle cui formelle viene raffigurato il tema di Maria Madre della Chiesa.

#### Chiesa della Madonna del Divin Pianto
Dedicata alle apparizioni della Madonna del Divin Pianto che avrebbe avuto suor Elisabetta Redaelli, edificata su progetto dell'architetto Carlo Razzini e dell’ingegner Luigi Viganò, aperta al culto nel 1986, fu consacrata nel settembre del 1992 dal cardinal Carlo Maria Martini. All'interno presenta opere del maestro Paolo Scirpa, dalle vetrate alla Via Crucis, al trittico del presbiterio e alla pala della Risurrezione posta dietro al fonte battesimale. Dal 1990, sulla facciata della chiesa è presente il Sole di San Bernardino, opera del 1966 precedentemente esposta sulla facciata del Duomo di Siracusa.

#### Chiesa di San Giuseppe Lavoratore
Edificata tra il 1985 e il 1993 è posta al centro del quartiere "Tre Torri"; essa è, dal natale del 1990, il luogo di culto definitivo della nuova parrocchia di San Giuseppe Lavoratore, eretta dal prevosto don Arcangelo Rossignoli nel 1965 ponendo la prima pietra di un'omonima chiesa provvisoria in via san Francesco d'Assisi.

### Architetture civili

#### Villa Alari
Villa di delizia costruita all'inizio del Settecento dall'architetto Giovanni Ruggeri per il conte Giacinto Alari, costituisce uno dei maggiori esempi di Barocchetto lombardo. Presenta pregevoli interno decorati da Borroni Giovan Angelo, il Trionfo di Apollo; Fabbrica Francesco, Pietro Maggi, Giovanni Antonio Cucchi. Ospitò l'Arciduca Ferdinando d'Asburgo, per poi venire convertita nel novecento in ospedale psichiatrico. Nel 2018 in fase di restauro.

#### Villa Biancani Greppi
Monumentale residenza barocca, posseduta nel Seicento da Antonio Biancani, passò alla fine del Settecento ai Greppi che ne ordinarono il restauro in stile neoclassico forse a Piermarini. Lasciata in eredità all'Ospedale Maggiore di Milano, fu convertita in ospedale perdendo arredi e decorazioni. Dal 1961 è proprietà del Comune di Cernusco che ne ha eseguito il restauro. Nell'antico parco, originariamente giardino "alla francese", è stato edificato un edificio scolastico e la Biblioteca Comunale.

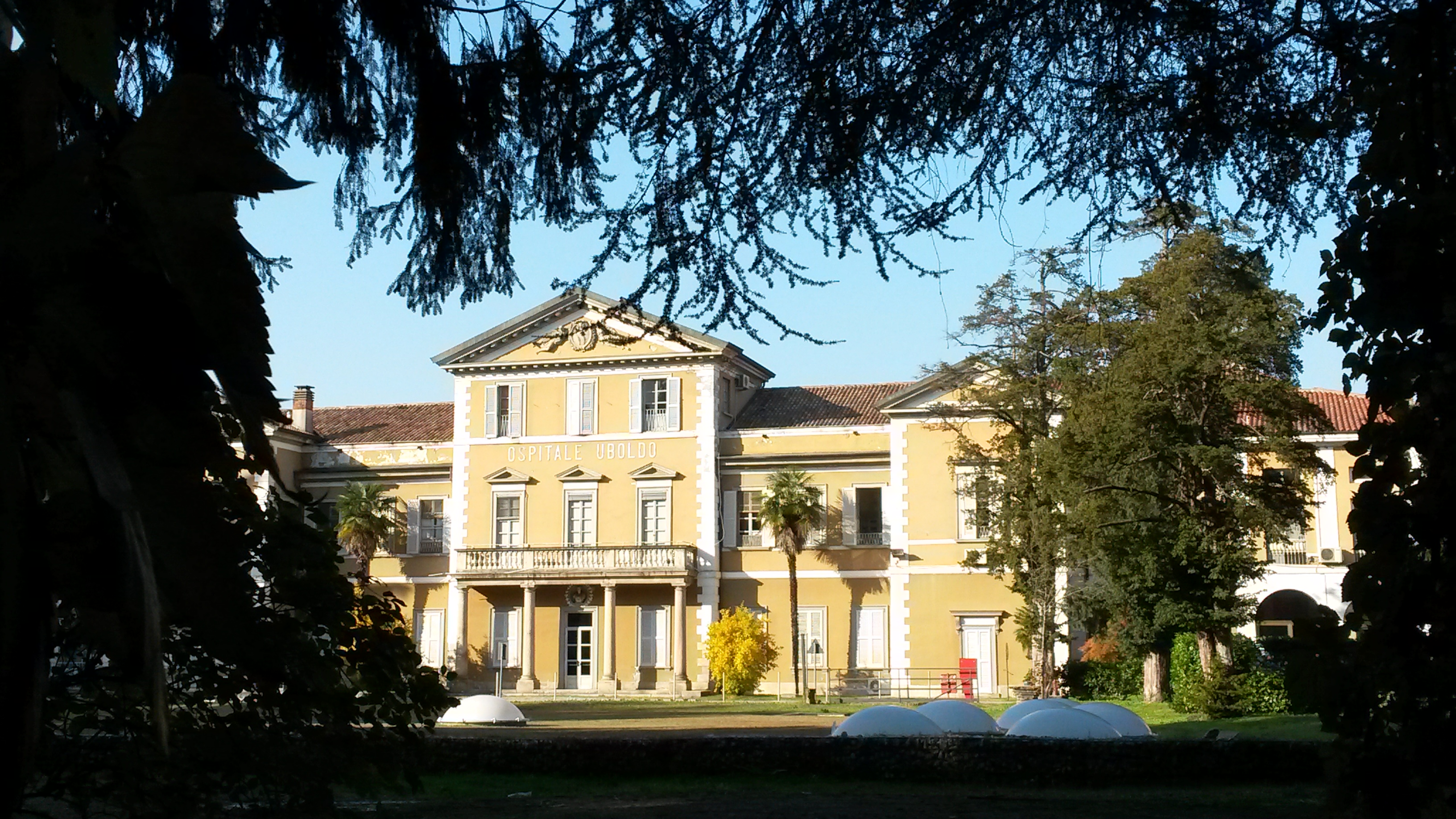
Villa Uboldo

#### Villa Uboldo
Costruita quale villa di delizia dal banchiere milanese Ambrogio Uboldo, su progetto del cugino Cirillo Rougier, nel 1817, in stile neoclassico. Presenta la fronte principale verso il naviglio, ornata da un timpano che riportava lo stemma dagli Uboldo. Particolarmente celebrato dagli ospiti il parco romantico, completato nel 1837. Caratterizzato da una fitta vegetazione, e affacciato sul naviglio, era arricchito da molti elementi creati per evocare atmosfere gotiche e misteriose, quali il "Ponte del Diavolo", il Tempio della Notte, il Labirinto, l'Antro di Enea e Didone, scomparsi o degradati.

#### Villa Ferrario
Villa barocca, situata nell'odierna via Cavour verso la quale affaccia la fronte principale preceduta dal parco, mentre la fronte posteriore affaccia su una corte.

#### Palazzo Viganò
Ampio palazzo a due piani costruito attorno a una corte quadrata, all'angolo fra le vie Cavour e Caio Asinio, presenta un'interessante facciata adorna da caratteristici cornicioni e una gronda a gola rovesciata. All'inizio del novecento appartenne al pittore Vico Viganò.

#### Cascina Castellana
Presenta una parte rustica articolata attorno a un cortile quadrangolare, mentre la parte padronale a ovest consiste di due piani affacciati su un piccolo giardino all'italiana, e sulla corte d'onore con un portico a tre fornici e colonne in pietra.

## Società

### Evoluzione demografica
- 1 150 nel 1751
- 1 591 nel 1771
- 2 200 nel 1805
- 2 427 nel 1809
- 2 896 nel 1811 dopo annessione di Cassina de' Pecchi e Camporicco
- 4 404 nel 1853
- 4 770 nel 1859
- 5 122 nel 1861

Secondo i dati ufficiali sulla popolazione residente pubblicati da Comune di Cernusco sul Naviglio nell'ambito del progetto OpenData, i residenti al 27/3/2013 erano 32 432.
L'evoluzione demografica della popolazione mostrata dai dati ISTAT nei censimenti generali della popolazione italiana mostra un aumento pressoché costante della popolazione, passata 4 769 unità nel 1861 a 35 012 nel 2021, con un'accelerazione tra il 1950 e i primi anni ottanta.
Abitanti censiti

### Etnie e minoranze straniere
Al 1 gennaio 2023 nel comune di Cernusco sul Naviglio risiedevano 2034 stranieri, pari al 5,8% della popolazione residente.

### Religione
La religione prevalente a Cernusco è il cattolicesimo. Dal 1º settembre 2007 le tre parrocchie della città, dedicate a Santa Maria Assunta (chiesa prepositurale), a San Giuseppe Lavoratore e alla Madonna del Divin Pianto, sono raggruppate in una comunità pastorale, dedicata alla Famiglia di Nazaret. Si aggiunge a esse il Santuario di Santa Maria Addolorata e la chiesa di San Rocco a Ronco.
In Cernusco sul Naviglio è presente l'Ordine Ospedaliero di San Giovanni di Dio (conosciuto più comunemente come Fatebenefratelli): nella Curia Provinciale e nell'Istituto sant'Ambrogio. Inoltre altra realtà religiosa presente sono le Suore di Santa Marcellina che hanno una RSA "Soggiorno Biraghi" e il convento, luogo di fondazione dell'Ordine dove, nel 1924, sarebbe avvenuta l'apparizione della Beata Vergine Maria del Divin Pianto, alla quale fu dedicata l'omonima chiesa.

## Cultura

### Scuole
Sono presenti 2 scuole superiori:
- l'Istituto Tecnico Sperimentale Statale a Statuto Speciale (ITSOS) "Marie Curie";
- l'Istituto Professionale Statale IPSIA "Ettore Majorana".

## Economia
A Cernusco ha sede l'azienda chimica Arexons e la catena supermercati  penny market

## Infrastrutture e trasporti

### Strade
Cernusco sul Naviglio sorge ad est di Milano, da cui dista circa 10 chilometri, ed è interessata da una rete stradale fortemente strutturata che facilita le relazioni sovraprovinciali. Le principali vie di collegamento sono l'A51 o Tangenziale est la cui uscita 13 è dedicata a Cernusco sul Naviglio e Brugherio, che consente di raggiungere rapidamente il capoluogo e le principali autostrade dell'Italia settentrionale, e la ex Strada statale 11 Padana Superiore (che nel territorio lombardo è considerata come strada provinciale).
Inoltre occorre menzionare anche la rete di strade provinciali, che consente le relazioni con i Comuni limitrofi: la strada provinciale 113 per Monza; la strada provinciale 120 (che nell'abitato del Comune assume via via la denominazione di: Via Amerigo Vespucci; Via Cristoforo Colombo; Via Alessandro Manzoni; Via Suor Marina Videmari) per Sesto San Giovanni; la strada provinciale 121 (l'asse stradale che assume le denominazioni di: Via Torino; Via Giuseppe Mazzini; Via Giuseppe Verdi), che conduce a Carugate e da lì all'Autostrada A4 e la strada provinciale 103 Cassanese, che conduce ad est verso Vignate, Melzo e Cassano d'Adda e ad ovest verso Pioltello, Segrate e termina a Milano, zona Lambrate.
A 10 km circa da Cernusco, sorge l'Aeroporto "Enrico Forlanini" di Linate, ora dedicato principalmente ai voli nazionali.

### Mobilità urbana
A Cernusco sul Naviglio è presente anche un servizio di trasporto locale, gestito da LINE, con autobus che copre con 7 linee il percorso urbano cittadino, offre inoltre un servizio scuole e una linea speciale per il giorno di mercato. In aggiunta a questo, in città, è presente anche, dal 2013, il servizio a chiamata. Oltre al biglietto ordinario sono previste altre tipologie sia di biglietto singolo sia di abbonamento, inoltre accetta l'utilizzo dello smartphone per comprare biglietti e rinnovare abbonamenti.

### Bike Sharing
Dal giugno 2011 il comune di Cernusco sul Naviglio attiva il servizio denominato Meglio in Bici: servizio di bike sharing insieme ai comuni limitrofi di Carugate e Pioltello. Dal 2017 è stata fatta una nuova convenzione fra Cernusco e Pioltello per una durata triennale fino al 2019. I dati del 2016, si legge nel bilancio di fine mandato dell'Amministrazione:
«483 utenti del bike sharing nel 2016, 6.582 km percorsi, 65% gli spostamenti del servizio sovracomunale che inizia o termina a Cernusco»
Sono oltre 60 le biciclette messe a disposizione con oltre 80 stalli per la sosta.

### Metropolitana

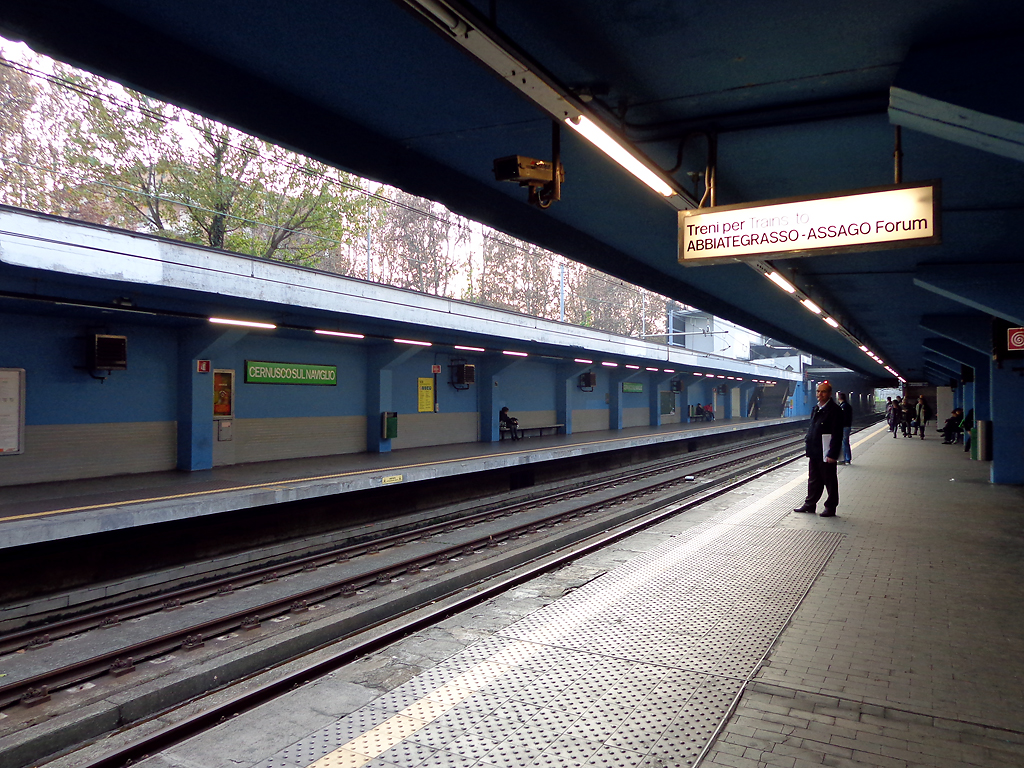
La stazione della metropolitana

Lo sviluppo di Cernusco sul Naviglio è stato facilitato dalla presenza della linea M2 della metropolitana di Milano, che permette di raggiungere Milano in pochi minuti e, verso est, Cassina de' Pecchi, Gorgonzola e Gessate. Le stazioni nel territorio cernuschese sono due: una serve il centro urbano, mentre la seconda (Villa Fiorita) serve la zona industriale e funziona da stazione interscambio per un buon numero di autolinee e per i comuni limitrofi di Cassina de' Pecchi e Carugate.

## Amministrazione

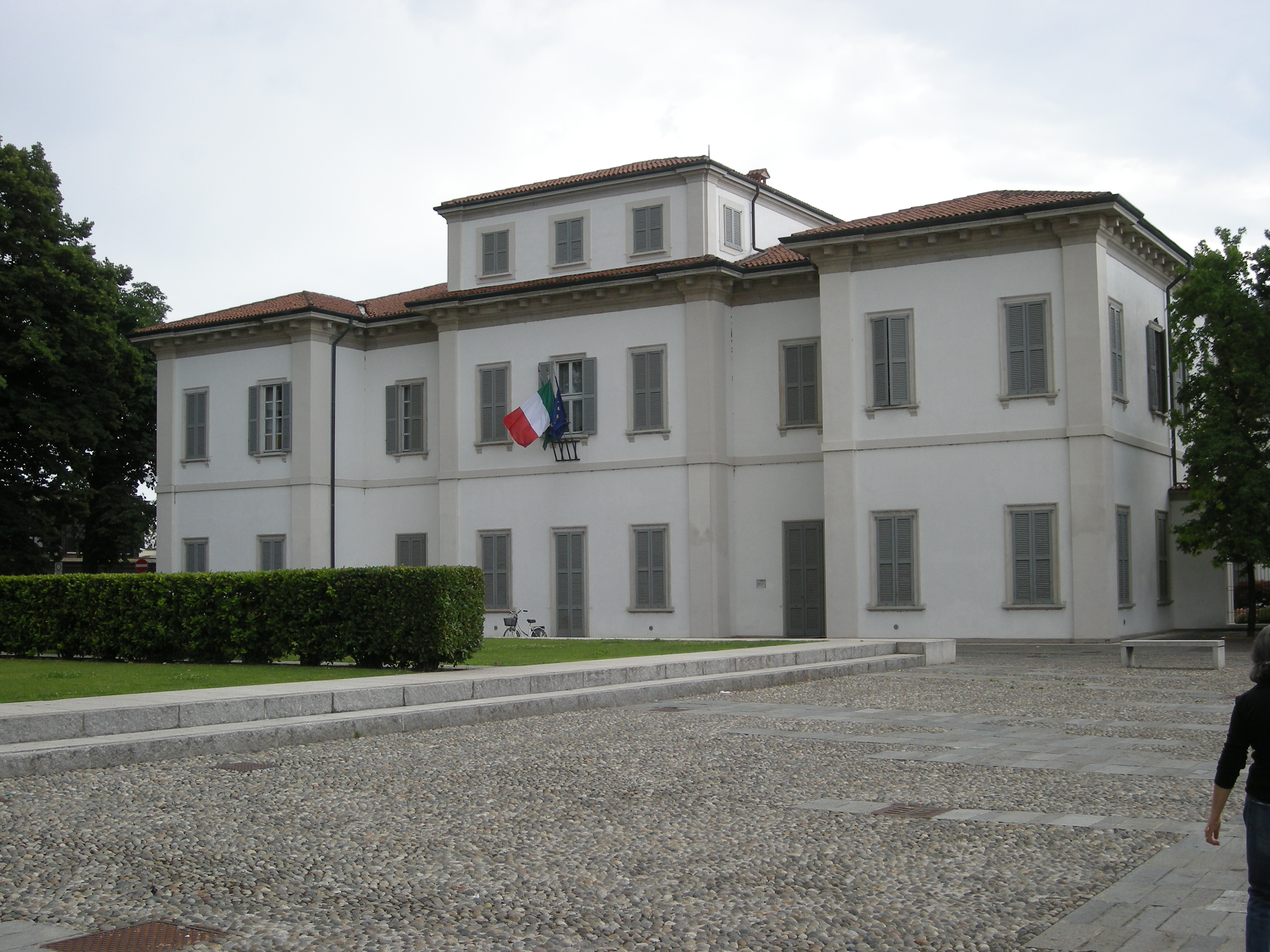
Villa Greppi, sede del Municipio

| Periodo | Periodo   | Primo cittadino       | Partito             | Carica           | Note          |
| ------- | --------- | --------------------- | ------------------- | ---------------- | ------------- |
| 1994    | 1998      | Paolo Frigerio        | Lega Nord           | Sindaco          | [ 35 ]        |
| 1998    | 2002      | Paolo Frigerio        | Lega Nord           | Sindaco          | [ 36 ]        |
| 2002    | 2007      | Daniele Cassamagnaghi | centro-destra       | Sindaco          | [ 37 ]        |
| 2007    | 2012      | Eugenio Comincini     | Partito Democratico | Sindaco          | [ 38 ]        |
| 2012    | 2017      | Eugenio Comincini     | Partito Democratico | Sindaco          | [ 39 ]        |
| 2017    | 2022      | Ermanno Zacchetti     | Partito Democratico | Sindaco          | [ 40 ]        |
| 2022    | 2024      | Ermanno Zacchetti     | Partito Democratico | Sindaco          | [ 41 ] [ 42 ] |
| 2024    | 2025      | Paola Colombo         | Partito Democratico | Vicesindaco f.f. | [ 43 ]        |
| 2025    | in carica | Paola Colombo         | Partito Democratico | Sindaco          | [ 44 ]        |

### Altre informazioni amministrative
Nel marzo del 2015 la città aderisce all'Unione di comuni della Martesana, comprendente oltre a Cernusco i comuni di Gorgonzola, Carugate, Pessano con Bornago, Bussero e Cambiago.